# Iowa-Klasse
Die Iowa-Klasse ist eine Klasse von Schlachtschiffen, die in den 1930er Jahren für die US Navy gebaut und während des Zweiten Weltkrieges eingesetzt wurden. Die vier Schiffe waren die letzten von der US Navy in Dienst gestellten Schlachtschiffe. Sechs Einheiten wurden auf Kiel gelegt, jedoch nur vier tatsächlich vollendet. Die Schiffe nahmen am Pazifik-, Korea-, Vietnam- und dem Zweiten Golfkrieg teil. Alle vier Schiffe wurden in den 1980er Jahren im Rahmen des 600-Schiffe-Programms der US-Marine reaktiviert und modernisiert. Die Schlachtschiffe waren teuer im Unterhalt und wurden Anfang der 1990er Jahre im Zuge der Reduzierung der Flotte nach dem Kalten Krieg außer Dienst gestellt. Der US-Kongress wies die Marine jedoch an, zwei von ihnen zu reaktivieren, da die vorhandenen Schiffe für amphibische Operationen ungeeignet seien. Dies führte zu einer langwierigen Debatte über die Rolle, die Schlachtschiffe in der modernen Marine haben sollten. Letztendlich wurden alle vier Schiffe aus dem Marineschiffsregister gestrichen und seit 2012 in maritime Museen in den USA aufgenommen.

## Geschichte

### Planung und Bau

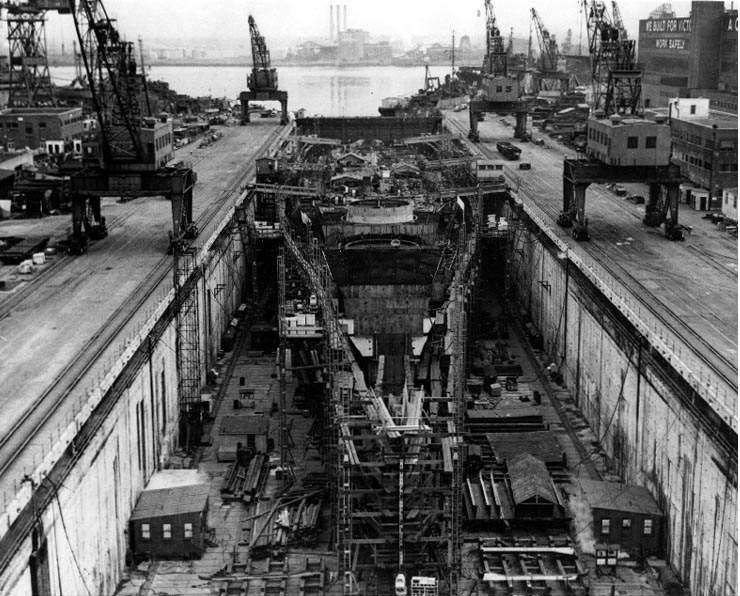
Die Kentucky im Bau, Februar 1946

Nachdem Japan und Italien sich von der zweiten Londoner Flottenkonferenz zurückgezogen hatten, vereinbarten die verbliebenen Teilnehmer Frankreich, Großbritannien und die USA eine Eskalationsklausel, die es ihnen gestattete, die Tonnage ihrer Schlachtschiffe von 35.000 tn. l. Standardverdrängung auf 45.000 tn. l. zu erhöhen. Diese Erhöhung der Verdrängung gab dem General Board der US-Navy die Gelegenheit, entweder die Hauptbewaffnung im Vergleich zur South Dakota-Klasse von neun auf zwölf 406-mm Kanonen zu vergrößern oder die Geschwindigkeit von 27 auf 30 Knoten zu erhöhen. Die Forderung nach dem Bau von Schlachtschiffen der Iowa-Klasse ergab sich schließlich aus dem War Plan Orange, einem Strategieplan für eine mögliche Auseinandersetzung mit Japan. Die in einem Krieg im Zentralpazifik entstehenden langen Kommunikations- und Logistiklinien würden die US-Flotte für die schnellen japanischen Schiffe, insbesondere die der Kongō-Klasse, anfällig machen. Um dem zu begegnen, wurde das Bureau of Construction and Repair BCR im Januar 1938 beauftragt, erste Entwurfsstudien zum Bau eines Nachfolgers für die South-Dakota-Klasse zu erstellen. Im Februar 1938 konnte das BCR drei Entwürfe vorlegen. Entwurf A sollte mit zwölf 406-mm-Kanonen ausgestattet sein, während Entwurf B und C nur neun 406-mm-Geschütze vorsah. Entwurf C sollte eine Höchstgeschwindigkeit von 35,5 Knoten erreichen und Entwurf B wäre mit 280,416 m Länge das kürzeste Schiff gewesen. Die Panzerung war bei allen drei Entwürfen gleich und alle übertrafen die festgelegte Verdrängung um 7.700 bis 14.000 tn. l. Im März 1938 beendete das Bureau of Ordnance die Bewertung der 406-mm-Geschütze Mk 2, Mk 4 und Mk 6. Es kam zu dem Schluss, dass das Mk 6 zu schwach und das Mk 4 zu schwer war, so dass davon nur sieben Stück möglich gewesen wären. Zwischen April und Juni legte das BCR drei weitere Entwürfe mit einer leichten Erhöhung der zulässigen Verdrängung vor, die alle etwa 40 Meter kürzer waren und eine Geschwindigkeit von nur 27 Knoten erreichten. Einer dieser Entwürfe war von besonderem Interesse, da er über eine Hauptbewaffnung mit neun 457-mm-Geschützen und einen stark erhöhten Schutz durch einen Gürtel verfügte, der dem Einschlag einer 457-mm-Granate widerstehen konnte. Die operativen Vorteile höherer Geschwindigkeiten wurden jedoch als viel wichtiger angesehen, so dass diese Studien aufgegeben wurden. Im April stellte das BCR vier weitere Entwürfe vor. Sie sollten einen ähnlichen Schutz wie die South-Dakota-Klasse bieten und eine Höchstgeschwindigkeit zwischen 32,2 und 33 Knoten erreichen. Während Entwurf II Mk-6-Geschütze vorsah, waren im Entwurf I, III und IV die Mk-2-Geschütze geplant. Im Mai legte das BCR einen Entwurf vor, der schließlich für die weitere Entwicklung ausgewählt wurde und zum Bau der Iowa-Klasse führte. Allerdings hätte das bevorzugte Geschütz, Mk 2, zur Überschreitung der Verdrängungsgrenze geführt, so dass das Bureau of Ordnance im Dezember 1938 einen Beschluss für das neue Geschütz Mk 7 anstelle des Mk 2 fasste. Die Finanzierung erfolgte aus den Haushalten der Jahre 1940 und 1941 und eine Einheit durfte, wie vom US-Kongress genehmigt, 125 Mio. US-Dollar kosten. Die tatsächlichen Kosten lagen noch ein wenig unter dieser Grenze.

### Umbauideen

#### Schlachtschiff mit Lenkwaffen
1954 hatte die US-Navy einen Ausschuss für langfristige Ziele ernannt, der den Einsatz von neuen Technologien auf Kriegsschiffen erörtern sollte. 1958 hatte das Bureau of Ships eine Entwurfsstudie erstellt, die auf den Überlegungen des Ausschusses basierte. Darin wurden die 127-mm- und 406-mm-Geschütze durch zwei Talos-, zwei RIM-24-Tartar-Zwillingsraketensysteme, einen RUR-5-ASROC-Raketenwerfer zur U-Boot-Abwehr und eine Regulus-II-Installation zum Abfeuern von Nuklearsprengköpfen ersetzt. Darüber hinaus sollten die Schiffe durch ein An/SQS-26-Sonar sowie zwei Hubschrauber für den Kampf gegen U-Boote ausgerüstet werden. Um die Seetüchtigkeit trotz den Wegfall der schweren Geschütztürme und Barbetten zu erhalten, war es nötig, 8.600 tn. l. Heizöl als Ballast mitzuführen. Das hätte den Vorteil gehabt, dass der Treibstoff zur Betankung von Zerstörern und Kreuzern dienen konnte. Aufgrund der geschätzten Kosten von 193 Mio. US-Dollar wurde dieser Vorschlag als zu teuer abgelehnt. Als Alternative schlug der Ausschuss für Schiffs-Charakteristika einen Entwurf vor, der auf den Schiffen der Boston-Klasse basierte. Dabei sollten die beiden vorderen 406-mm Kanonen sowie zehn 127-mm-Geschütze erhalten bleiben und lediglich durch einen Talos-, einen Tartar-, einen ASROC- sowie zwei Regulus-II-Anlagen ergänzt werden. Die dabei ermittelten Kosten lagen bei 85 Mio. US-Dollar.

#### Als Helikopter- oder Flugzeugträger
1962 gab es Pläne, die Schiffe für die Kosten von rund 64 Mio. Dollar für die amphibische Kriegsführung umzurüsten. Dazu sollten Geschützturm III sowie acht der 127-mm-Kanonen entfernt werden, um Platz für eine große Helikopterlandeplattform zu schaffen. Gleichzeitig sollte Raum für 20 Helikopter und etwa 1.800 US Marines geschaffen werden. In den 1980er Jahren gab es außerdem mehrere Entwürfe, welche die Schlachtschiffe in kleine Flugzeugträger verwandelt hätten. Dabei wäre laut einem Phase II getauftem Plan achtern das Deck erhöht worden, so dass etwa 90 bis 100 Meter Flugdeck verfügbar gewesen wären. Jeweils links und rechts des achteren Schornsteins hätte es eine kleine Schanze gegeben, über die Senkrechtstarter hätten starten können, geplant waren zwölf Harrier. Direkt hinter dem achteren Schornstein wäre außerdem ein Vertical Launching System installiert worden.

### Modernisierung

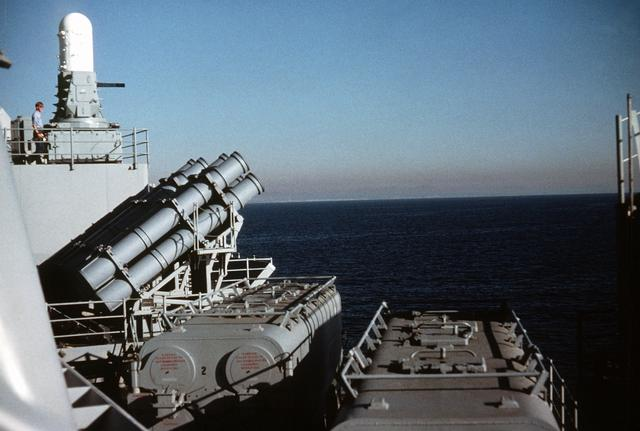
Die neuen Waffen (von links nach rechts): Nahbereichsverteidigungssystem (CIWS), Harpoon-Seezielflugkörper, Tomahawk-Marschflugkörper

Um die Unterlegenheit der US-Schiffsflotte auszugleichen, die mit dem Bau der Kirow-Klasse entstanden war, entwickelte Ronald Reagan zusammen mit US-Marineminister John Lehman das 600-ship Navy Programm. Das Ringen um die nötigen Finanzmittel war mit heftigen Debatten im US-Kongress verbunden. Die Hauptkritikpunkte waren die veraltete Technik, mangelnder Schutz und die Kosten. Lehman und seine Befürworter argumentierten jedoch, dass die Schlachtschiffe eine Vielzahl von Aufgaben erfüllen könnten und vielseitig einsetzbar seien. 1982 beauftragte die Marine die Schiffe offiziell mit den folgenden Aufgaben:
- Offensiveinsätze in Trägereinsatzgruppen,
- Operationen mit Eskortenunterstützung
- Unterstützung von amphibischen Verbänden,
- Offensivoperationen gegen Schiffs- und Landziele,
- eigene Nahverteidigung gegen Flugzeuge und Schiffsabwehrraketen,
- Betrieb und Betankung aller Arten von Hubschraubern sowie von Begleitschutz,
- Marinepräsenz und
- Reduzierung der Anforderungen an die Einsatzzyklen von Flugzeugträgern.[6]

Am Anfang der Modernisierung sah sich die Marine mit mehreren Problemen konfrontiert, die unter anderem den Zustand der Schiffe und die Installation der neuen Waffensysteme betrafen. Die Schiffe waren nicht nur stark korrodiert, sondern enthielten auch erhebliche Mengen an Asbest. Dessen Entfernung war ein ernsthaftes Problem, da der Zugang durch die Deckspanzerung eingeschränkt war. Daher wurde beschlossen, sie an Ort und Stelle zu streichen und nur die Stellen zu erneuern, an denen sie für die Installation neuer Geräte entfernt werden mussten.
Ein weiteres Problem war die Umstellung von Öl auf Destillatkraftstoff (Dieselkraftstoff für die Marine) DFM. Alle 130 genieteten Kraftstofftanks musste von den Schwerölresten, die die Konsistenz von Asphalt hatten, gereinigt werden. Anschließend wurden die Tanks von innen mit Epoxid beschichtet. Darüber hinaus mussten die Ventile der Kraftstoffpumpen und die Einspritzanlagen an den neuen Kraftstoff angepasst werden.
Insgesamt kostete die Modernisierung der vier Schiffe 1,7 Mrd. US-Dollar. Im Zuge der Modernisierung wurden die zur Flugabwehr vorgesehenen Waffen entfernt und stattdessen Raketensysteme für den Einsatz gegen Land- und Seeziele installiert. Da die Schiffe nun keine Flugzeuge mehr bekämpfen konnten, sollte mit der RIM-7 Sea Sparrow ein neues System dafür installiert werden, allerdings konnte das zugehörige Radar nicht schockresistent gelagert werden, so dass es bei Abfeuern der Hauptkanonen beschädigt worden wäre. Um die Flugabwehr zu gewährleisten, wurden daher neben dem Close-in-Weapon-System fünf FIM-92-Stinger-Boden-Luft-Raketen-Startvorrichtungen installiert.

### Verbleib
Nach dem Zusammenbruch der Sowjetunion im Jahr 1991 begann die Navy mit einer Reduzierung ihrer Flotte. Dies führte dazu, dass die Schiffe der Iowa-Klasse 1995 aus dem Schiffsregister gestrichen wurden. Doch mit der Ausmusterung der Schlachtschiffe reduzierte sich die Feuerkraft der Marine auf die 127-mm-Geschütze von Kreuzern und Zerstörern. Diese Waffen haben jedoch nicht die Reichweite und Genauigkeit, die das United States Marine Corps nach eigenen Angaben für die schiffsgestützte Feuerunterstützung benötigt. Der Kongress griff daher mit der Verabschiedung des National Defense Authorization Act von 1996 ein. Abschnitt 1011 schrieb vor, dass:
(a) Return to Naval Vessel Register.--The Secretary of the Navy shall list on the Naval Vessel Register, and maintain on such register, at least two of the Iowa-class battleships that were stricken from the register in February 1995.
(b) Support.--The Secretary shall retain the existing logistical support necessary for support of at least two operational Iowa class battleships in active service, including technical manuals, repair and replacement parts, and ordnance.
(c) Selection of Ships.--The Secretary shall select for listing on the Naval Vessel Register under subsection (a) Iowa class battleships that are in good material condition and can provide adequate fire support for an amphibious assault.
(a) Rückkehr ins Naval Vessel Register.--Der Marineminister soll mindestens zwei der Schlachtschiffe der Iowa-Klasse, die im Februar 1995 gestrichen worden sind, ins Naval Vessel Register aufnehmen und dort behalten.
(b) Unterstützung.--Der Minister soll die logistische Unterstützung beibehalten, die für die Unterstützung von mindestens zwei aktiven Schlachtschiffe der Iowa-Klasse benötigt wird. Dies beinhaltet technische Handbücher, Reparatur- und Ersatzteile und Munition.
(c) Auswahl der Schiffe.--Der Minister soll Schlachtschiffe der Iowa-Klasse für die Aufnahme in das Naval Vessel Register unter Sektion (a) auswählen, die sich in gutem Zustand befinden und adäquate Feuerunterstützung für amphibische Operationen leisten können.)
Die Kosten für ihre Unterhaltung lagen bei 250.000 US-Dollar pro Jahr.

## Technik

### Schiffsmaße

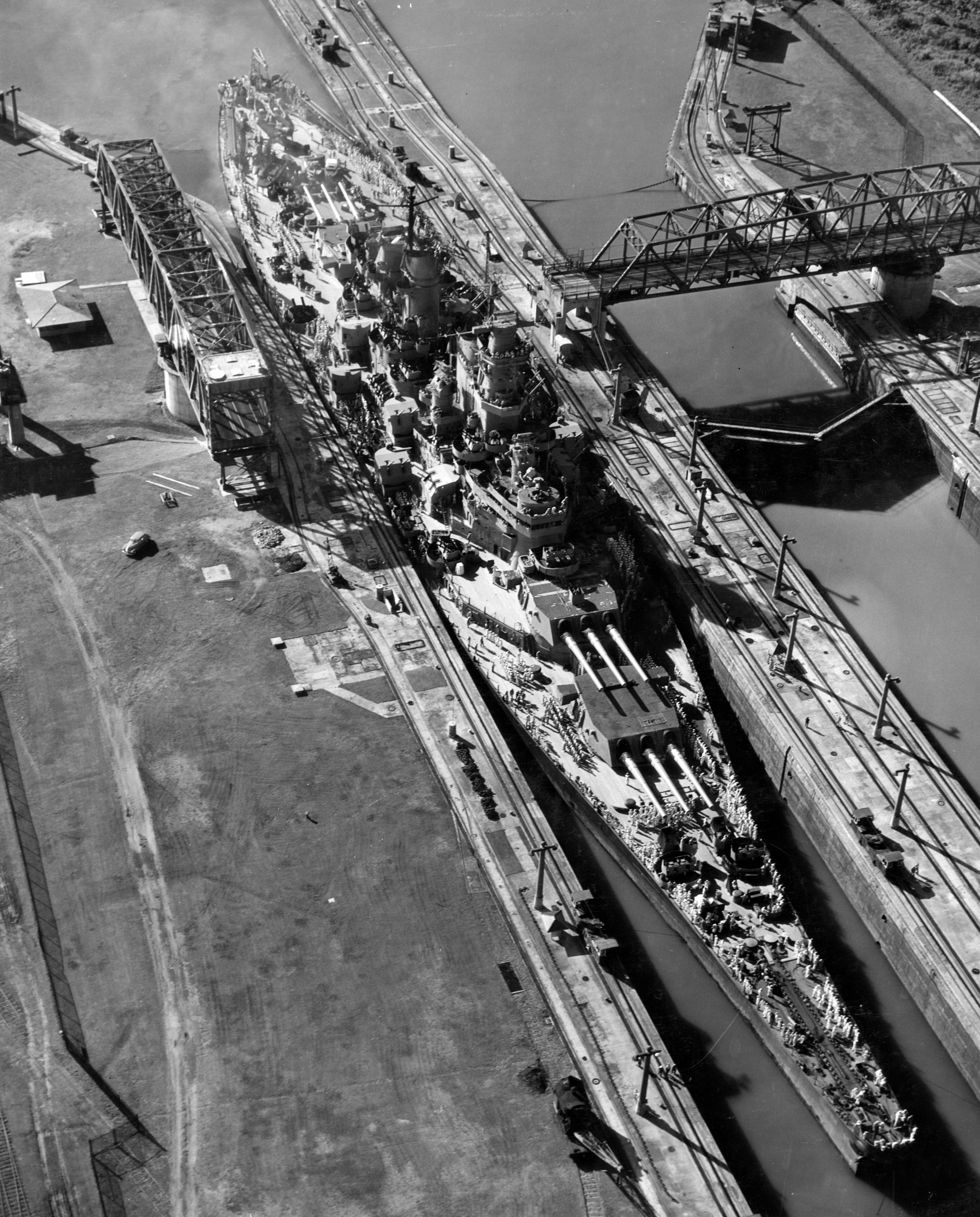
Die Missouri 1945 im Panamakanal

Die Schiffe der Iowa-Klasse haben eine Gesamtlänge von 270 m, eine Kielwasserlinie von 262 m und eine Breite von 33 m. Der Tiefgang beträgt 11 m und die Verdrängung liegt zwischen 48.110 und 57.540 tn. l. Der Freibord beträgt am Bug 11 Meter und am Heck 6,7 Meter. Die Schiffe haben eine metazentrische Höhe von 2,82 m und eine Seitenhöhe von 16,15 m. Der prismatische Koeffizient liegt bei 0,596 und der Blockkoeffizient bei 0,593.

### Decksanordnung
Unter dem Hauptdeck schließen sich Deck 2 und 3 an, dort befinden sich über die gesamte Länge Schlaf- und Freizeiträume für die Besatzung. Im Bug bis zur Barbette 1 befinden sich Lagerräume, danach reichen die beiden Türme mit den Aufzügen zur Munitionsanlieferung herunter bis auf Deck 3. Weiter achtern schließen sich über alle Decks die vier Maschinenräume an, darüber verlaufen die Rohre zu den Schornsteinen. Dahinter befindet sich Barbette 3, unter dem Achterdeck folgen wiederum Lagerräume. Über dem Hauptdeck erstrecken sich die Aufbauten über sechs Decks. Auf den ersten beiden befinden sich unter anderem die Kabinen des Kapitäns und für einen gegebenenfalls das Schiff als Flaggschiff nutzenden Admiral. Weiter oben – direkt über bzw. hinter Turm 2 – befinden sich die Kommandozentrale und die Feuerleitung. Neben einer Möglichkeit, das Schiff zu steuern, wurde dort der Kurs gekoppelt, außerdem befinden sich dort die Radarüberwachung und der Funkraum. Unter anderem musste dort auch die Flugbahn der Projektile aufgezeichnet werden, um sicherzustellen, dass kein Flugverkehr die geplante Flugbahn kreuzt. Weiter über den Kommandoräumen befindet sich am Mast auf einer Höhe von etwa 20 Metern über der Wasserlinie die Navigationsbrücke.

### Antrieb

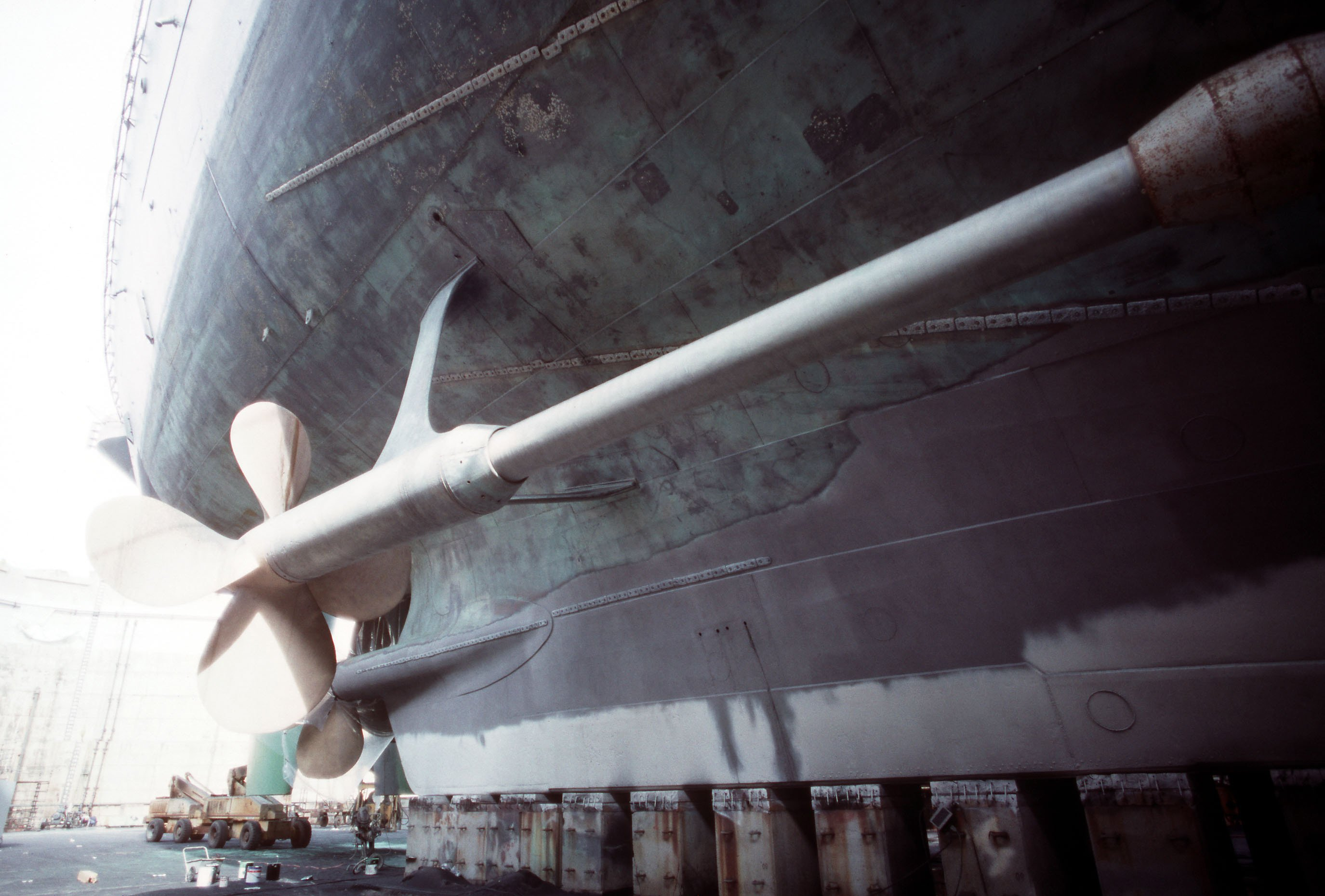
Die beiden Steuerbord-Propeller der Missouri

Die Schiffe der Iowa-Klasse sind mit vier Dampfturbinen ausgestattet, die jeweils eine Welle antreiben und insgesamt 212.000 Shp (155.926 kW) entwickeln, mit der sie eine Höchstgeschwindigkeit von 33 Knoten (61 km/h) erreichen. Der Dampf wird von acht Babcock & Wilcox-Wasserrohrkesseln geliefert. Die Kessel haben eine Arbeitstemperatur von 454 °C bei einem Druck von 41 bar. Der Dampf wird zuerst in eine Hochdruck-Dampfturbine geleitet, die dadurch, je nach gewünschter Geschwindigkeit, sich bis zu 5000-mal pro Minute dreht. Danach wird der Dampf, der noch unter 3,4 bar Druck steht, in eine Niederdruckturbine geleitet, in welcher der Dampf auf Kondensatordruck (deutlich unter 1 bar, der genaue Wert hängt von der Seewassertemperatur ab) reduziert wird. Die Turbinendrehzahl wird mit einem Getriebe auf die Propellerdrehzahl von unter 250 pro Minute reduziert. Danach wird der Dampf kondensiert und das entstandene Wasser wird von der Kesselspeisepumpe in den Kessel gefördert. Die Schiffe können maximal 8.841 tn. l. DFM mitführen, was ihnen bei 15 Knoten (28 km/h) eine Reichweite von 15.000 Seemeilen (27.780 km) ermöglicht. Die Schiffe verfügen über je vier Schrauben, wobei die beiden außenbords liegenden mit einem Durchmesser von 5,5 Metern vierblätterig und die inneren bei einem Durchmesser von 5,3 Metern fünfblätterig sind. Bei einer Geschwindigkeit von 30 kn (56 km/h) hatten die Schiffe einen taktischen Wendekreis von 744 m.
Die Energie zum Betrieb der elektrischen Systeme wird von acht Turbogeneratoren produziert, die insgesamt eine Leistung von 10 MW bereitstellen. Als Notsystem verfügt jede Einheit über zwei Dieselgeneratoren mit je 250 kW Leistung.

### Bewaffnung

#### Hauptbewaffnung

Querschnitt eines 406-mm-Turmes

Die Hauptbewaffnung der Iowa-Klasse besteht aus neun 406-mm-Geschützen in drei Drillingslafetten mit einem Drehgewicht von 1701 bis 1708 tn. l. Die Geschütztürme befinden sich vor und hinter den Aufbauten mit den Bezeichnungen I, II, III von vorn nach achtern. Die Kanonen selbst wiegen 106 tn. l. und haben bei einer Elevation von 45° und einer Mündungsgeschwindigkeit von 762 m/s eine Reichweite von 38.720 m. Jede der Kanonen kann einzeln abgefeuert werden und muss danach zum Nachladen in eine Erhöhung von 5° gebracht werden. Der Seitenrichtbereich beträgt 288° bei einer Drehgeschwindigkeit von 12° pro Sekunde. Die Elevation liegt zwischen −5° und 45° bei einer Erhöhungsgeschwindigkeit von 12° pro Sekunde. Die drei Geschütztürme wurden elektrisch über ein hydraulisches Getriebe gesteuert. Die seitliche Ausrichtung erfolgt über einen 223-kW- und die Erhöhung mit einem 44-kW-Motor. Die Munitionsaufzüge sowie das Laden erfolgt ebenfalls über 44-kW- bzw. 56-kW-Elektromotoren. Darüber hinaus wurde jeder der beiden Granatenringe in der Drehkonstruktion von einem 40-kW-Motor angetrieben.
| Typ             | Projektil                                 | Zündladung                      | Treibladung                  |
| --------------- | ----------------------------------------- | ------------------------------- | ---------------------------- |
| AP Mark 8       | 1.225 kg panzerbrechend                   | 18,55 kg Ammoniumpikrat         | 299 kg rauchschwaches Pulver |
| HC Mark 13      | 862 kg hochexplosiv                       | 69,67 kg Ammoniumpikrat         | 269 kg rauchschwaches Pulver |
| Nuclear Mark 23 | 862 kg nuklear                            | 15–20 Kilotonnen TNT-Äquivalent |                              |
| HE-CVT Mark 143 | 862 kg hochexplosiv mit Annäherungszünder | 69,67 kg Ammoniumpikrat         | 269 kg rauchschwaches Pulver |

#### Sekundärbewaffnung

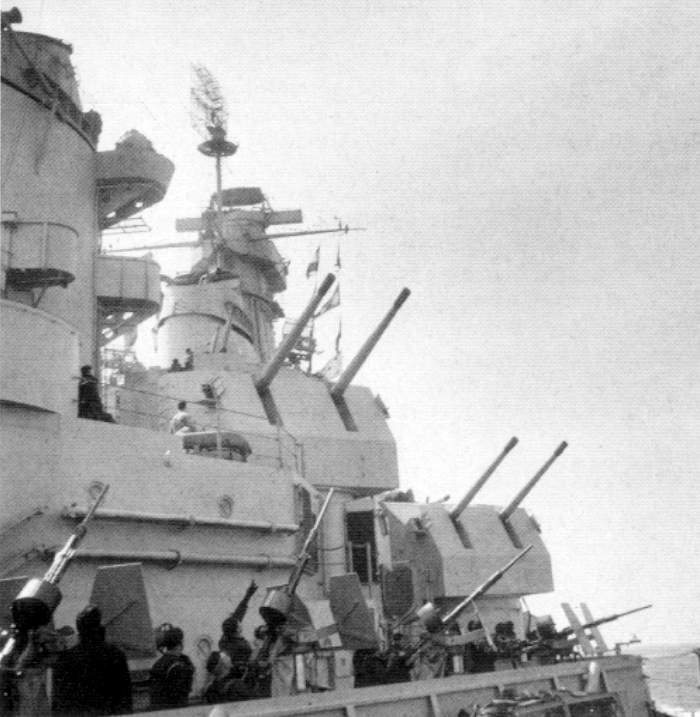
USS Iowa: Zwei 127-mm-Doppeltürme und mehrere 20-mm-MK (1954, Ansicht von Steuerbord achtern nach vorn)

Die Sekundärbewaffnung bestand zu Beginn aus zwanzig 127-mm-Geschützen, die sich mittschiffs in den Aufbauten befanden, jeweils zehn auf jeder Breitseite. Die Geschütze sind auf Mk-28-Lafetten mit einem Gewicht von 75,7 tn. l. und einem Seitenrichtbereich von −80° bis +80° montiert. Die Drehgeschwindigkeit beträgt 25° pro Sekunde und erfolgt durch einen 3 kw Elektromotor. Die Kanonen selbst wiegen 1,8 t und haben bei einer Elevation von 45° und einer Mündungsgeschwindigkeit von 792 m/s eine Reichweite von 16.640 m. Die Kadenz liegt bei etwa 15–22 Schuss pro Minute. Das Heben und Senken der Geschütze erfolgt ebenfalls elektrisch. Es stehen dazu ein 5,6- oder ein 7,4-kW-Motor zur Verfügung. Die Erhöhungsgeschwindigkeit liegt bei 15° pro Sekunde. Für jedes Geschütz gibt es axiale Aufzüge für Granaten oder Patronen mit eingebautem Zünder, die in einem Förderraum unterhalb der Lafette beladen werden. Das Laden erfolgt ebenfalls elektrisch und alle Geschütze sind mit Fernsteuerung ausgestattet, was bedeutet, dass sie direkt von den Feuerleitständen bedient werden können.

#### Flugabwehr
Bei der Indienststellung besaß jedes Schiff sechzig bis achtzig 40-mm-Kanonen in Mk-2-Vierfachlafetten. Diese befanden sich in Geschützwannen seitlich der Aufbauten, am Bug, am Heck und auf den Türmen I und III. Die Kanonen waren wassergekühlt und hatten einen Seitenrichtbereich von 360°. Sie hatten bei einer Elevation von 45° und einer Mündungsgeschwindigkeit von 881 m/s eine Reichweite zwischen 8.679 m und 10.180 m. Die maximale Schusshöhe lag bei einer Erhöhung von 90° bei 6.950 m. Zusätzlich befanden sich maximal sechzig 20-mm-Maschinenkanonen an Bord.

#### Nahbereichsflugabwehrsystem Flugkörper
Seit der Modernisierung befinden sich vier zur Flugkörperabwehr gedachte Phalanx CIWS mittschiffs. Diese Gatling-Kanonen mit 20-mm-Läufen sollen anfliegende Flugkörper im Endanflug zerstören und erreichen dafür eine Feuerrate von 3000 Schuss pro Minute. Seit der Modernisierung befinden sich auch Flugkörper an Bord. Mittschiffs zwischen den beiden Schornsteinen befinden sich auf einer Plattform, auf der sich vorher 40-Millimeter-Flak befanden, vier Armored Box Launcher (ABL) mit je vier BGM-109 Tomahawk-Marschflugkörpern zum Einsatz gegen Landziele sowie vier Starter für je vier AGM-84-Harpoon-Anti-Schiff-Raketen. Achtern des hinteren Schornsteins befinden sich noch einmal vier ABL für je vier Tomahawks. Sie besitzen eine geschätzte Reichweite von 675 bis 1.500 Seemeilen (1.250 bis 2.778 km) für die Tomahawks und 64,5 bis 85,5 Seemeilen (119,5 bis 158,3 km) für die Harpoons.

### Panzerung
Die Panzerung orientierte sich weitgehend an der vorangegangenen South-Dakota-Klasse, deren Panzerung auf dem „Alles oder nichts“-Prinzip basierte. Die Schiffe der Iowa-Klasse haben einen Panzergürtel aus Krupp-Zementstahl mit einer Länge von 169 m, der sich von Barbette I bis zu Barbette III erstreckt. Der Hauptpanzergürtel ist an der Wasserlinie 307 mm dick und verjüngt sich nach unten bis zum Schiffsboden auf 58 mm. Zusammen mit 216 mm bis 368 mm dicken Querschotten vorn und achtern bildet er die gepanzerte Zitadelle. Die Geschütztürme sind an der Front und Rückseite 495 mm bzw. 305 mm, an den Seiten 241 mm und auf dem Dach 184 mm dick gepanzert. Die darunter liegenden Barbetten sind zwischen 295 und 439 mm dick und verjüngen sich bis zum Hauptpanzerdeck auf 38 mm. Die 127-mm-Geschütze waren mit 63 mm Stahl gepanzert. Die Schiffe verfügen über drei gepanzerte Decks, mit einer Dicke von 13 mm bis 153 mm. Der Kommandoturm hat eine Panzerungsdicke von 439 mm an den Seiten und ein 184 mm dickes Dach. Der Torpedoschutz war fast identisch mit dem der South-Dakota-Klasse. Er bestand aus vier Längsschotten hinter der Außenhülle mit einer Systemtiefe von 5,46 m. Dahinter befanden sich mit Flüssigkeit gefüllte Abteilungen, die etwaige Splitter oder Trümmer verlangsamen sollten.

### Elektronik

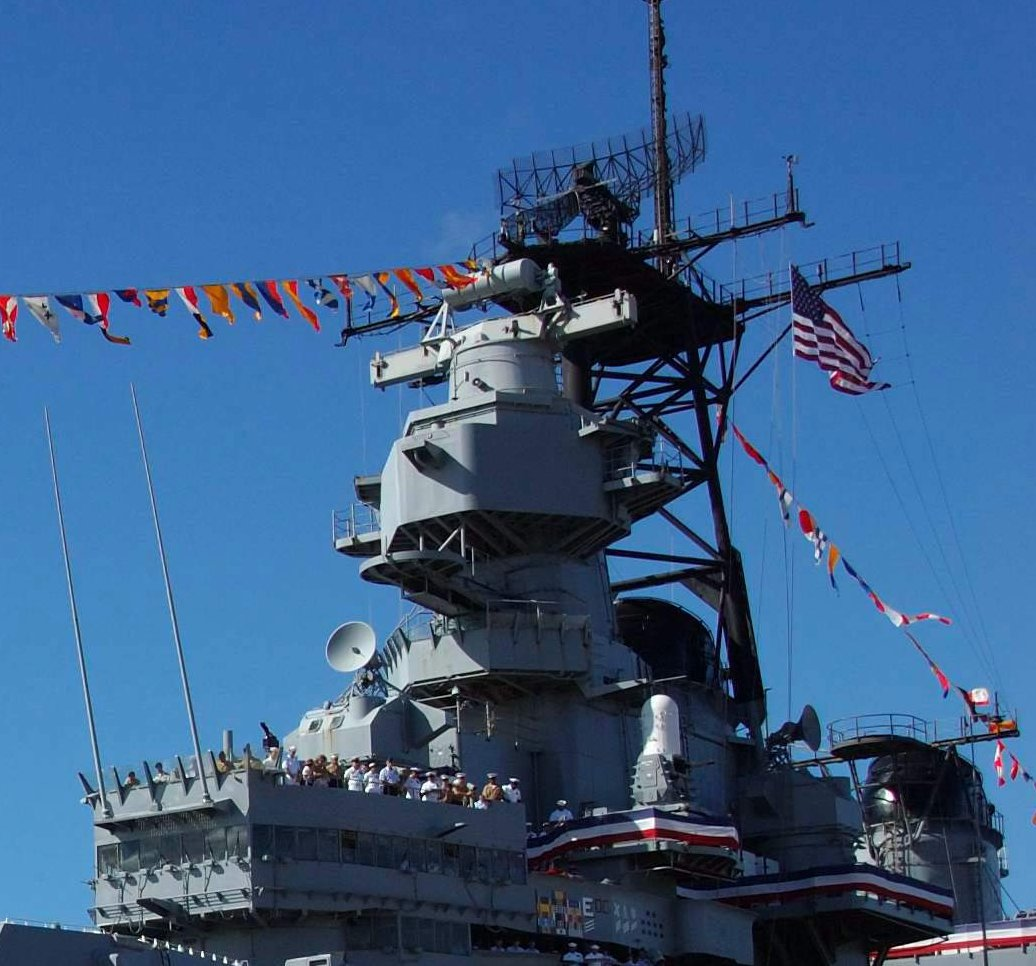
Radarantennen über der Brücke

#### Radare und Feuerleitsysteme
Während des Zweiten Weltkriegs waren die Schiffe mit SG-Oberflächen- und Sk-2-Luftsuchradar ausgestattet. Das SG-Radar hatte eine maximale Reichweite von 15 Seemeilen (28 km) und das Sk 2 eine von 86,9 Seemeilen (160,9 km). Das Mk-38-Feuerleitsystem für die Hauptbewaffnung besteht aus zwei Feuerleitständen, die sich jeweils auf dem Kommandoturm und achtern auf einem Feuerleitturm achtern befinden. Die Feuerleitstände sind mit einem 8-m-Entfernungsmesser und einem Mk-27- bzw. Mk-13-Feuerleitradar ausgestattet. Jeder Feuerleitstand hatte eine Crew von sechs Mann. Die 127-mm-Kanonen werden durch ein Mk-37-Feuerleitsystem gesteuert. Es gibt insgesamt vier Leitstände, von denen sich drei in den vorderen Aufbauten und einer achtern direkt hinter dem Feuerleitturm befindet. Jeder Leitstand bestand aus sechs Mann und ist neben Entfernungsmessern und Teleskopen mit einem Mk-12-Feuerleitradar ausgestattet. Ab 1952 wurden das SK- und SG-Radar durch ein AN/SPS-10- und AN/SPS-6-Radar ersetzt. 1954 wurde der SC-Funkhöhenmesser durch ein AN/SPS-8-Funkhöhenmesser ausgetauscht. Mit der Installation der Flugkörper erhielten die Schiffe zur Steuerung der Harpoon ein SWG-1- und für die Tomahawk ein SWG-2- oder SWG-3-Feuerleitsystem.

#### Selbstverteidigungssysteme
Ebenfalls seit der Modernisierung befinden sich zahlreiche defensive Schutzsysteme an Bord. Für die elektronische Kampfführung wurde das SLQ-32(V)3 installiert. Die Antennen, die sich an den Aufbauten befinden, können für Fernmelde- und elektronische Aufklärung sowie als Störsender eingesetzt werden. Ebenfalls zum SLQ-32-Paket gehört das Mark 36 SRBOC, das Düppel und Flares in die Luft schießt, die anfliegende Raketen sowohl mit Radar- wie auch mit Infrarotsuchkopf vom Schiff ablenken sollen. Gegen Torpedo-Angriffe wurde das SLQ-25 Nixie installiert. Dies ist ein hinter dem Schiff geschleppter Täuschkörper, der die Schraubengeräusche eines Schiffes imitiert, um so Torpedos vom eigentlichen Ziel wegzulocken.

### Luftfahrzeuge

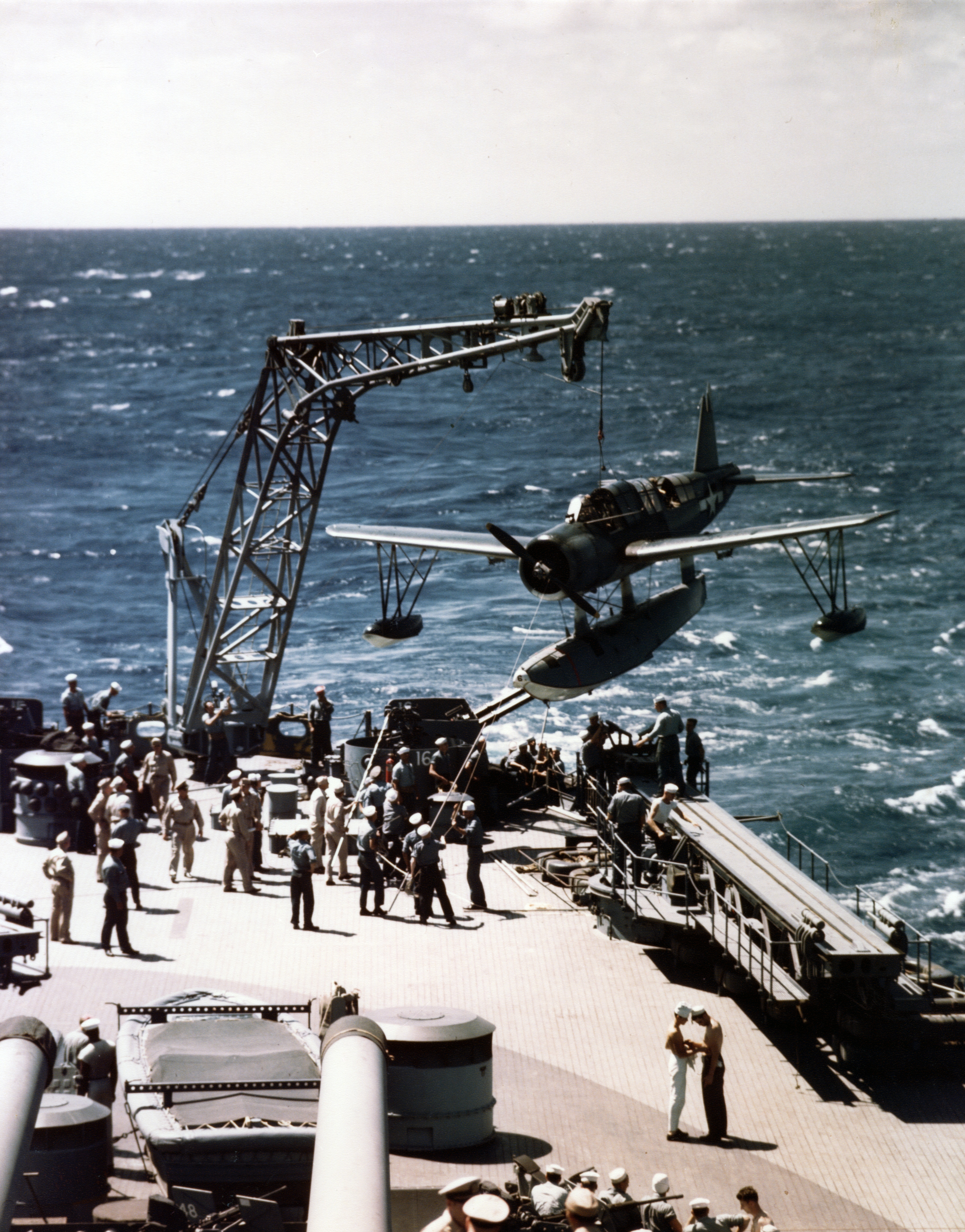
Eine OS2U Kingfisher wird auf das Backbord-Katapult gesetzt

#### Flugzeuge
Für Aufklärung und Zielsuche befanden sich auf den Schiffen der Iowa-Klasse mehrere Wasserflugzeuge. Diese konnten von den aus je zwei Katapulten bestehenden Bordfluganlagen auf den Achterdecks der Schiffe gestartet werden. Anfangs wurde die zweisitzige Vought OS2U Kingfisher eingesetzt, ab 1945 die einsitzige SC Seahawk. Die Flugzeuge wurden in Fahrtrichtung leicht schräg nach Außenbord gestartet, da dies einen etwas stärkeren Luftstrom unter den Tragflächen erzeugt. Die Flugzeuge selbst waren unbewaffnet. Nach dem Einsatz wasserten die Piloten ihre Maschinen in der Nähe des Schiffes und wurden dann mit einem speziellen Flugzeugkran an Deck gehoben, der das Flugzeug später auch wieder auf das Katapult setzte.

#### Hubschrauber
Ab 1949 wurden zur Aufklärung erstmals Hubschrauber eingesetzt, womit die gefährliche Wasserlandung der Flugzeuge vermieden werden konnte. Ab dem Vietnameinsatz der New Jersey bzw. der Wiederindienststellung der Schiffe Mitte der 1980er Jahre war auch ein Hubschrauberlandeplatz auf dem Achterdeck verfügbar, jedoch weiterhin keine Helikopterhangars. Dies waren ab den 1980er Jahren bis zu vier Kaman SH-2 Seasprite, Sikorsky SH-3 Seaking, Boeing CH-46 Sea Knight oder Sikorsky SH-60B Seahawk, die nicht nur zur Aufklärung, sondern auch zum Transport von Nachschub und teilweise für die U-Jagd eingesetzt werden können.

#### Drohnen

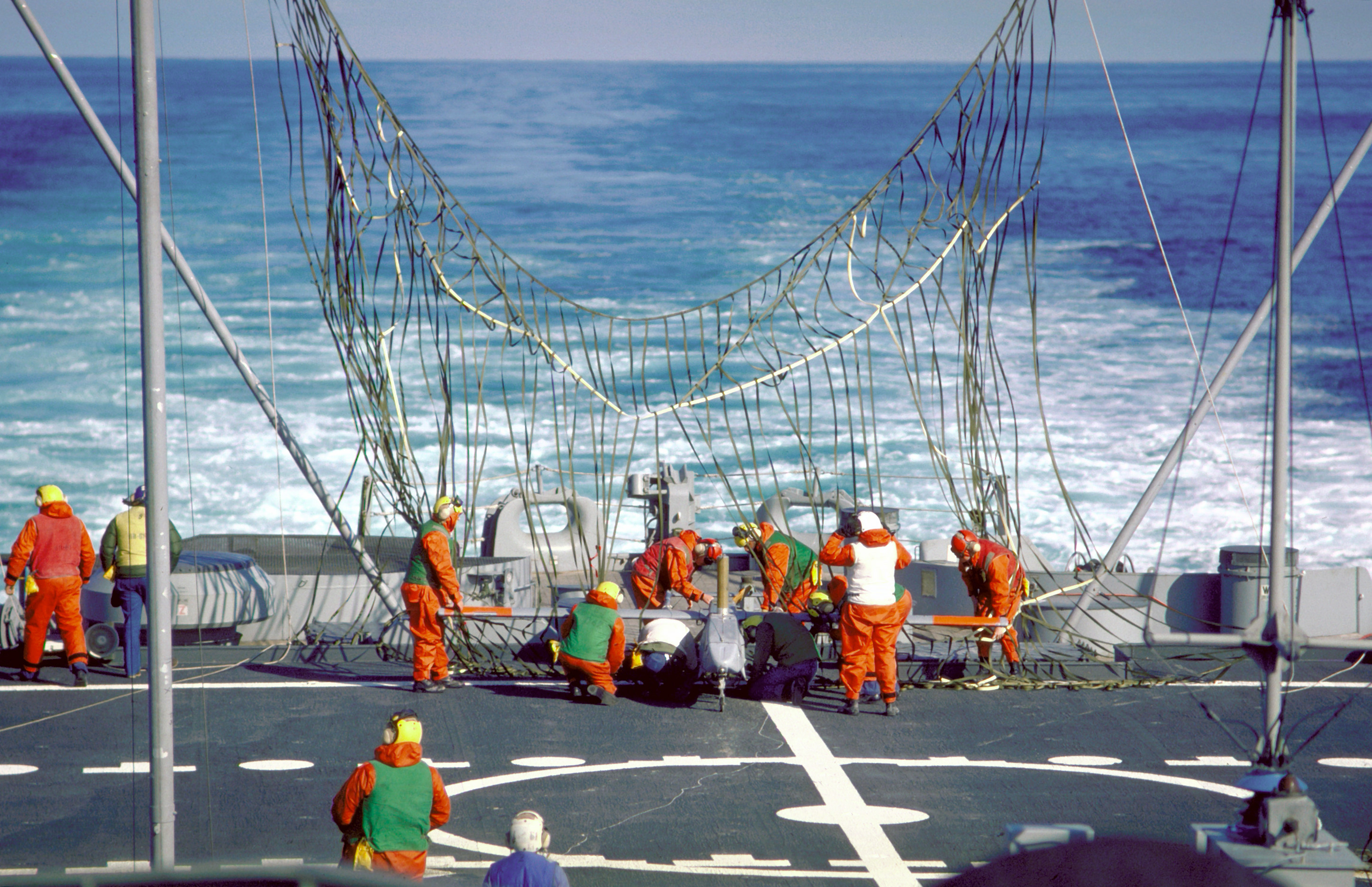
Einfangen einer Drohne

Ab Anfang der 1990er Jahre war es den Schiffen möglich, zur Aufklärung RQ-2-Pioneer-Drohnen einzusetzen. Diese werden vom Achterdeck mittels eines Raketenboosters gestartet, der kurze Zeit später abgeworfen wird. Die Drohnen können von Bord des Schiffes mehrere Stunden lang im Einsatz geführt werden. Dafür wird ein Videobild der Kamera an Bord der Drohne in Echtzeit an das Schiff übermittelt. Da die Drohne zwar ein Fahrgestell hat, eine Landung auf dem Deck einer Iowa aber zu gefährlich wäre, wird ein großes Netz quer über das Schiff gespannt, in das die Drohne mit niedriger Geschwindigkeit geflogen wird. Bis zu acht Drohnen wurden auf den Fahrten im Persischen Golf mitgeführt und wurden von den beiden Einheiten intensiv genutzt.

## Leben an Bord

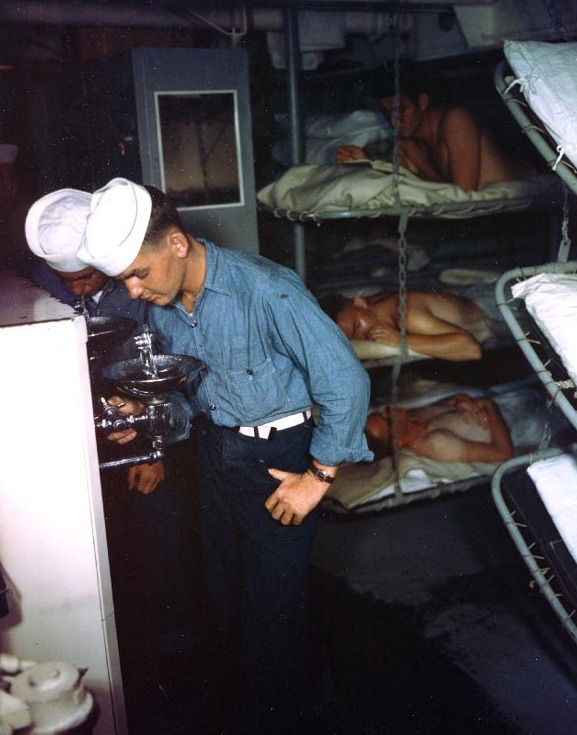
Zwei Matrosen trinken aus den Wasserspendern in einem Mannschaftsquartier der Missouri

Jeder Seemann hatte eine eigene Koje. An Bord befand sich außerdem alles, was die Seeleute auf längeren Fahrten benötigten. So gab es Einrichtungen, in denen die Seeleute Gegenstände des täglichen Bedarfs kaufen konnten, einen Schneider, einen Schuster, Barbiere, eine Druckerei, eine Bibliothek, einen Zahnarzt und ein komplettes Krankenhaus an Bord. In der Messe wurden vier Mahlzeiten serviert: Frühstück, Mittagessen, Abendessen sowie eine Zwischenmahlzeit für diejenigen, die über Nacht Dienst hatten. Die Besatzung im Zweiten Weltkrieg verbrauchte 7 Tonnen Lebensmittel pro Tag: 1,5 Tonnen frische Lebensmittel, 2 Tonnen Tiefkühlkost und 3,5 Tonnen trockene Lebensmittel. Insgesamt wurden 834 Tonnen Lebensmittel an Bord gelagert. Damit konnten die Schiffe 119 Tage lang auf See bleiben.

## Einheiten

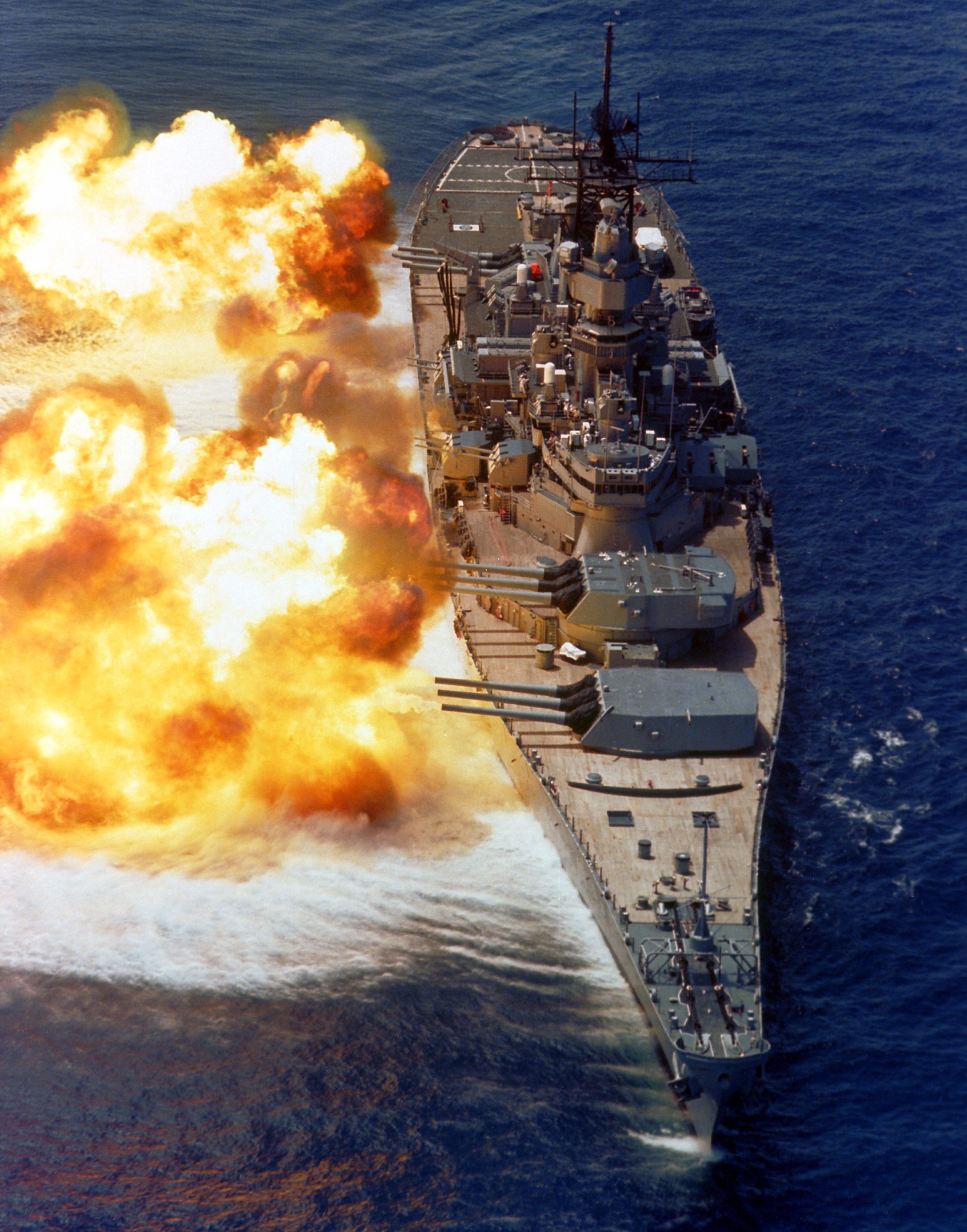
Die Iowa feuert im August 1984 eine volle Breitseite nach Steuerbord

Alle sechs geplanten Einheiten wurden nach US-Bundesstaaten benannt. Dies ist eine Tradition in der US Navy, die ihre Schlachtschiffe stets nach Bundesstaaten benannt hat. Die Einheiten dienten während des Zweiten Weltkrieges, des Koreakrieges, des Vietnamkrieges (eine Einheit) und des Zweiten Golfkrieges (zwei Einheiten). In Friedenszeiten wurden die Einheiten immer wieder der Reserveflotte zugeteilt. Der Grund hierfür waren die hohen Kosten (vor allem Personalkosten), die der Betrieb der Schiffe erforderte; zugleich wollte man auf die Feuerkraft der Schiffe nicht abschließend verzichten. Der US-Kongress bestand darauf, dass die Wisconsin und die Iowa auch als Museumsschiff nicht demilitarisiert und für den Fall einer erneuten Reaktivierung ständig in Stand gehalten werden sollen. Die US Navy habe dafür einen genauen Ablaufplan für eine Wiederindienststellung zu erarbeiten und Ersatzteile und Projektile für die Geschütze in ausreichender Anzahl zu lagern.

### Iowa(BB-61)
Die Iowa wurde am 27. Juni 1940 auf Kiel gelegt, am 27. August 1942 vom Stapel gelassen und am 22. Februar 1943 in Dienst gestellt. Sie diente im Pazifikkrieg, wo sie unter anderem an der Schlacht in der Philippinensee teilnahm. Nach kurzer Zugehörigkeit zur Reserveflotte wurde die Iowa im Zuge des Koreakrieges wieder reaktiviert. 1958 wurde die Iowa wieder der Reserve zugewiesen, der sie bis 1984 angehörte. Dann wurde das Schlachtschiff im Zuge von Reagans Marine der 600 Schiffe wieder in Dienst gestellt. Am 19. April 1989 kam es während einer Schießübung vor Puerto Rico zu einer Explosion im Geschützturm Nummer 2, dabei verloren 47 Besatzungsmitglieder ihr Leben. Die bisher letzte Außerdienststellung erfolgte 1990. 1995 wurde das Schiff aus dem Schiffsregister gestrichen, kurze Zeit später jedoch wieder in die Reserveflotte eingegliedert, zu der sie bis 2006 gehörte. Sie liegt im Port of Los Angeles, Kalifornien (San Pedro) wo sie als Museumsschiff besichtigt werden kann. Die Iowa verbrachte zwischen 1943 und 1990 18 Jahre und elf Monate im aktiven Dienst.

### New Jersey(BB-62)
Die New Jersey wurde am 16. September 1940 auf Kiel gelegt, am 7. Dezember 1942 vom Stapel gelassen und am 23. Mai 1943 in Dienst gestellt. Im Zweiten Weltkrieg nahm sie unter anderem an der Beschießung Saipans teil, später verteidigte sie mehrere Flugzeugträger vor Okinawa. Nach kurzer Zeit in der Reserveflotte beschoss die New Jersey ab 1951 die Küsten von Wŏnsan und anderer Städte in Nordkorea, wurde dann aber 1957 wieder außer Dienst gestellt. Als einziges Schiff der Klasse nahm die New Jersey am Vietnamkrieg teil. Von 1969 bis 1982 war sie wiederum in Reserve. Anschließend wurde das Schiff erneut in Dienst gestellt und während des Libanesischen Bürgerkriegs eingesetzt. Danach nahm sie an mehreren Manövern teil und wurde 1991 außer Dienst gestellt und 1995 aus dem Schiffsregister gestrichen. Heute liegt die New Jersey in Camden, New Jersey, wo sie besichtigt werden kann. Die New Jersey stand 21 Jahre und fünf Monate im aktiven Dienst.

### Missouri(BB-63)
Die Missouri wurde am 6. Januar 1941 auf Kiel gelegt, am 29. Januar 1944 vom Stapel gelassen und am 11. Juni 1944 in Dienst gestellt. Im Zweiten Weltkrieg nahm sie unter anderem an der Schlacht um Iwo Jima teil, kurz vor Kriegsende beschoss sie Industrieanlagen im japanischen Hichiti. Am 2. September 1945 wurde an Bord der Missouri im Beisein von Flottenadmiral Chester Nimitz und General of the Army Douglas MacArthur von Mamoru Shigemitsu die japanische Kapitulation unterzeichnet. Die Missouri nahm ab 1950 an Beschießungen der koreanischen Küste teil und wurde 1955 außer Dienst gestellt. 1986 wurde sie wieder in den aktiven Dienst aufgenommen und nahm 1991 an Operation Desert Storm teil, wo sie neben den Geschützen auch Marschflugkörper abfeuerte. Die Missouri wurde 1992 außer Dienst gestellt und 1995 aus dem Schiffsregister gestrichen. Heute liegt sie als Museumsschiff in Pearl Harbor auf Hawaii. Insgesamt befand sich die Missouri 16 Jahre und vier Monate im aktiven Dienst.

### Wisconsin(BB-64)
Die Wisconsin wurde am 25. Januar 1941 auf Kiel gelegt, am 7. Dezember 1943 vom Stapel gelassen und am 16. April 1944 in Dienst gestellt. Im Zweiten Weltkrieg diente sie vor Iwo Jima und den japanischen Hauptinseln. Die erste Außerdienststellung erfolgte 1948, bereits 1951 wurde sie jedoch wieder aktiviert, um am Koreakrieg teilzunehmen. 1958 wurde sie wiederum der Reserve zugeordnet. 1988 begann die Wisconsin ihre dritte Dienstzeit, während der sie 1991 auch am Golfkrieg teilnahm. 1991 wurde sie außer Dienst gestellt und 1995 aus dem Schiffsregister gestrichen, 1998 jedoch wieder hinzugefügt. Bis 2006 gehörte die Wisconsin zur Reserveflotte. Sie liegt im Nauticus National Maritime Center in Norfolk, Virginia, wo ihre Wetterdecks besichtigt werden können. Das Schiff verbrachte 13 Jahre und elf Monate im aktiven Dienst.

### Illinois(BB-65)
Die Illinois wurde am 15. Januar 1945 auf Kiel gelegt, der Bau jedoch bereits am 12. August desselben Jahres gestoppt. Zu diesem Zeitpunkt war der Bau zu etwa 22 Prozent abgeschlossen. Der Rumpf wurde 1948 zum Abwracken verkauft.

### Kentucky(BB-66)
Die Kentucky wurde am 6. Dezember 1944 auf Kiel gelegt und mit Unterbrechungen bis zum 20. Januar 1950 gebaut, als bei einem Fertigungsgrad von 73,1 Prozent der Bau endgültig abgebrochen wurde. Das Schiff lag bis 1950 unvollendet im Trockendock, danach an den Piers von Newport News. Im Mai 1956 wurde der Schiffsbug auf 20 m Länge abgetrennt und für die Reparatur der Wisconsin verwendet, die am 6. Mai bei einem Manöverunfall schwer beschädigt worden war und zur Reparatur in Norfolk lag. Als die Navy keine weiteren Pläne für den restlichen Rumpf hatte, wurde der 1958 an die Boston Metals Company verkauft, die ihn abwrackte.